# Laurent Nkunda
Laurent Nkunda (znany też jako Laurent Nkundabatware lub Laurent Nkunda Batware; ur. 2 lutego 1967) – były generał sił zbrojnych Demokratycznej Republiki Konga wywodzący się z plemienia Tutsi. Założyciel i lider Narodowego Kongresu na rzecz Obrony Ludu (CNDP).
Brał udział zarówno w pierwszej, jak i w drugiej wojnie kongijskiej oraz w powstaniu ruandyjskich Tutsi przeciwko Hutu rządzącym w Kigali.
W czasie ludobójstwa w Rwandzie w 1994 wspierał Rwandyjski Front Patriotyczny (RPF). Po wyborach prezydenckich i parlamentarnych w 2006 roku wywołał bunt części oddziałów, powołując do życia Narodowy Kongres na Rzecz Obrony Ludu.
W 2008 stał na czele 10-tysięcznej armii walczącej z siłami rządowymi oraz oddziałami plemienia Hutu w Kongo. Nie uznał pokoju wynegocjowanego przez ONZ i jesienią 2008 zajął niemal całe Kiwu Północne i Ituri na wschodzie Konga. Upojony dotychczasowymi zwycięstwami zaczął snuć plany uzyskania stanowiska prezydenta w Kinszasie, co doprowadziło do zawarcia przez prezydenta Kongo Josepha Kabilę ugody z rządzącymi w Rwandzie Tutsi. Efektem tej umowy było wkroczenie na początku 2009 roku 4 tys. ruandyjskich żołnierzy do Kongo w celu pomocy przy schwytaniu Nkundy.
22 stycznia 2009, w wyniku zdrady swoich podkomendnych i sojuszników, został aresztowany, gdy ukrywał się w twierdzy Bunagana. Od tego momentu był więziony w Rwandzie.
Jest oskarżany o liczne zbrodnie wojenne i zbrodnie przeciwko ludzkości.